# Philonotis osculatiana
Philonotis osculatiana är en bladmossart som beskrevs av De Notaris 1859. Philonotis osculatiana ingår i släktet källmossor, och familjen Bartramiaceae. Inga underarter finns listade i Catalogue of Life.